# Gare de Chasse-sur-Rhône
Gare de Chasse-sur-Rhône vasútállomás Franciaországban, Chasse-sur-Rhône településen.

## Vasútvonalak
Az állomást az alábbi vasútvonalak érintik:
- Párizs–Marseille-vasútvonal
- Givors-Canal–Chasse-sur-Rhône-vasútvonal

## Kapcsolódó állomások
A vasútállomáshoz az alábbi állomások vannak a legközelebb:
- Gare d’Estressin
- Gare de Sérézin